# Lacais
Lacais is een geslacht van kevers uit de familie  
kniptorren (Elateridae).
Het geslacht is voor het eerst wetenschappelijk beschreven in 1942 door Fleutiaux.

## Soorten
Het geslacht omvat de volgende soorten:
- Lacais glauca (Laporte, 1838)
- Lacais griseus (Candèze, 1881)
- Lacais nietoi (Salle, 1873)
- Lacais suturalis (Champion, 1894)